# La Biolle
La Biolle è un comune francese di 2 248 abitanti situato nel dipartimento della Savoia della regione dell'Alvernia-Rodano-Alpi.

## Storia

### Simboli
Lo stemma di La Biolle è stato adottato il 5 novembre 1987.
Le betulle (in francese bouleau) richiamano il nome del paese.

## Società

### Evoluzione demografica
Abitanti censiti